# Dorfmühle (Welbhausen)
Dorfmühle (auch: Welbhausermühle, Welbhausenmühle oder Obermühl genannt) ist eine Wüstung auf dem Gemeindegebiet der Stadt Uffenheim im Landkreis Neustadt an der Aisch-Bad Windsheim (Mittelfranken, Bayern).

## Lage
Die Einöde lag auf einer Höhe von 333 m ü. NHN am linken Ufer des Hainbachs, eines linken Zuflusses der Gollach, und an einer Vicinalstraße (die heutige B 25), die nach Welbhausen (0,9 km südlich) bzw. nach Uffenheim (1,5 km nordöstlich) führte.

## Geschichte
Von 1797 bis 1808 unterstand Dorfmühle dem preußischen Justiz- und Kammeramt Uffenheim. 1806 kam der Ort an das Königreich Bayern. Mit dem Gemeindeedikt (frühes 19. Jahrhundert) wurde Dorfmühle dem Steuerdistrikt Welbhausen und der Ruralgemeinde Welbhausen zugewiesen. Laut dem amtlichen Verzeichnis von 1888 war das Anwesen unbewohnt.

### Einwohnerentwicklung
| Jahr      | 001818 | 001836 | 001840 | 001861 | 001871 | 001885 |
| Einwohner | 8      | 8      | 9      | 7      | 6      | 0      |
| Häuser    | 1      | 2      | 1      |        |        | 1      |
| Quelle    | [ 3 ]  | [ 7 ]  | [ 8 ]  | [ 9 ]  | [ 10 ] | [ 5 ]  |

## Religion
Der Ort war evangelisch-lutherisch geprägt und gehörte zur Kirchengemeinde St. Martin (Welbhausen).

## Weblink
- Dorfmühle in der Ortsdatenbank des bavarikon, abgerufen am 19. August 2021.